# Municipio de Jefferson (condado de Poweshiek)
Jefferson Township es una subdivisión territorial del condado de Poweshiek, Iowa, Estados Unidos. Según el censo de 2020 tiene una población de 255 habitantes.
Tiene un código de clase Z1, que indica que no está en funcionamiento (non-functioning county subdivision).

## Geografía
Está ubicado en las coordenadas 41°49′0″N 92°21′32″O / 41.81667, -92.35889. Según la Oficina del Censo, tiene una superficie total de 94.34 km², de los cuales 94.25 km² corresponden a tierra firme y 0.09 km² están cubiertos de agua.

## Demografía
Según el censo de 2020, hay 255 personas residiendo en la zona. La densidad de población es de 2.71 hab./km². El 98.0 % de los habitantes son blancos, el 0.8 % son amerindios, el 0.8 % son de otras razas y el 0.4 % es de una mezcla de razas. Del total de la población, el 2.0 % son hispanos o latinos de cualquier raza.